# Santalum spicatum
Santalum spicatum, o sândalo australiano, é uma árvore nativa de áreas semi-áridas na periferia do sudoeste da Austrália. É comercializado como sândalo e o seu valioso óleo tem sido usado como aromático, como medicamento e como fonte de alimento. S. spicatum é uma das quatro espécies de Santalum de alto valor que ocorrem na Austrália.

## Taxonomia
Os povos Noongar conhecem a planta como uilarac, waang, wolgol ou wollgat.